# Mateo Marquín
Mateo Marquín, de origen étnico Yaqui, fungió como Capitán General de los pueblos Yaqui y Mayo durante un extenso periodo de alrededor de 20 años, teniendo especial participación durante la sublevación de Miguel Esteban en 1846 y, posteriormente, en 1854 con el intento de despojo de los terrenos de Babójori y Aguacaliente. Fue uno de los más destacados líderes indígenas en la historia de Sonora durante el siglo XIX y desempeñó un importante papel en la defensa de los intereses de sus pueblos frente a amenazas internas y externas.

## Principales tareas como Capitán General
Mateo Marquín fue un destacado líder indígena de origen Yaqui, que fungió como Capitán General de los pueblos Yaqui y Mayo durante el periodo de 1842 a 1856. Asumió el puesto a raíz de la muerte de Juan Ignacio Jusacamea y, durante el conflicto político Urrea-Gándara (1837-1846), alrededor de los años 1844 y 1845, Marquín fue ratificado en el cargo de primera autoridad del río Yaqui por José Urrea, quien en ese momento ostentaba el puesto de gobernador de Sonora.
Durante su mandato, entre sus principales tareas como Capitán General se incluían las de pacificar las zonas a su cargo, realizar correrías para conocer el estado de los pueblos indígenas, la situación de sus habitantes y ayudar en la defensa contra constantes incursiones apaches.
Con la llegada de Manuel María Gándara al poder a partir de la segunda mitad de la década de 1840, Marquín mantuvo su posición como Capitán General. Su papel se limitó a fungir como mediador político entre las autoridades estatales y las indígenas, si bien no siempre contó con la aceptación unánime de su pueblo. A pesar de haber sido partidario de José Urrea, su cargo no se vio amenazado, siempre que no se opusiera a las autoridades estatales en turno.
Durante su tiempo como Capitán General, es nombrado en los documentos del gobierno estatal tanto como un héroe que pacificaba el Valle del Yaqui y Mayo, como un potencial cabecilla rebelde que podía incitar una sublevación en cualquier momento.

## La sublevación de Miguel Esteban y el conflicto de 1854
Una de las etapas más complejas de su liderazgo se produjo durante la sublevación de Miguel Esteban en 1846, cuando los pueblos Yaqui, en un acto de resistencia, se alzaron contra las autoridades mexicanas en defensa de sus territorios. Marquín jugó un papel crucial en la mediación y en la contención de los enfrentamientos, intentando evitar un conflicto abierto entre las fuerzas de resistencia indígena y las autoridades mexicanas. Sin embargo, la situación se volvió aún más crítica en 1854, cuando las autoridades mexicanas intentaron despojar a los pueblos Yaqui de los territorios de Babójori y Aguacaliente, lo que desató un nuevo ciclo de tensiones y enfrentamientos. Aunque Marquín procuró evitar la violencia, la situación terminó por estallar, lo que llevó a una nueva escalada de conflictos. En este contexto, la figura de Marquín como defensor de los intereses territoriales de los pueblos Yaqui se consolidó, aunque no sin generar divisiones internas en las comunidades que dirigía.

## Autoridad por posición o autoridad por liderazgo
El análisis de la autoridad de Marquín permite discernir entre dos tipos de poder: la autoridad por cargo y la autoridad por liderazgo. La autoridad por posición o cargo es aquella en la que el individuo es dotado de un puesto de poder por intervención de las autoridades gubernamentales o estatales, y que se resume en “la habilidad de canalizar la conducta de otros por la amenaza o uso de sanciones negativas”, mientras que la autoridad por liderazgo se sustenta en el apoyo de las masas, quienes tienen plena confianza en su líder, es decir “se refiere a canalizar la conducta de otros en ausencia de amenazas o sanciones negativas”.
Aunque inicialmente Mateo Marquín poseyó autoridad por cargo (remitirse a ejecutar acciones militares por encargo del gobierno estatal), más adelante esta se consolidó como una autoridad por liderazgo. Esto queda evidente con el hecho de que, al ya no ostentar el cargo oficial de Capitán General, continuó ejerciendo una considerable influencia en los otrora pueblos bajo su autoridad, pues logró coordinarlos en contra de las fuerzas de Ignacio Pesqueira y sus aliados indígenas.
A pesar de que su autoridad era aceptada por ambas sociedades, no aglutinaba los intereses políticos del común de la etnia, y existieron levantamientos subversivos en su contra. Su naturaleza pacifista le permitió consolidar su autoridad, pues generalmente buscaba el beneficio de todos los implicados.